# Cecilia Bolocco
Cecilia Carolina Bolocco Fonck (Santiago do Chile, 19 de maio de 1965) é uma personalidade da televisão e uma rainha da beleza chilena, eleita Miss Universo 1987.
Depois de se tornar uma celebridade com sua coroação como Miss Universo, a única até hoje daquele país, ela trabalhou como jornalista na CNN em espanhol, na Telemundo e em vários programas e telenovelas no Chile. Foi casada com o ex-presidente argentino Carlos Menem entre 2001 e 2007.

## Família e infância
Filha de Enzo Bolocco, um homem de negócios, e  Rose Marie Fonck, Cecilia tem três irmãos, Juan Pablo, Verónica e Diana. outro irmão, Rodrigo já é falecido. Fez os estudos primários e secundários no Santiago College, um dos melhores colégios de Santiago e depois um ano de Engenharia civil na Universidade do Chile, para depois seguir estudos de desenho de moda no instituto INCA-CEA.

## Miss Universo
Cecilia Bolocco foi eleita Miss Chile em 20 de abril de 1987. Um mês depois, em Singapura, na Ásia, derrotou outras 67 candidatas de todo mundo ao ser eleita Miss Universo 1987, a primeira é única chilena a conseguir este título de beleza. Sua vitória foi intensamente comemorada no Chile de Augusto Pinochet, que a recebeu em cerimônia oficial de boas-vindas e lhe valeu congratulações até do cardeal primaz do país.

## Vida posterior

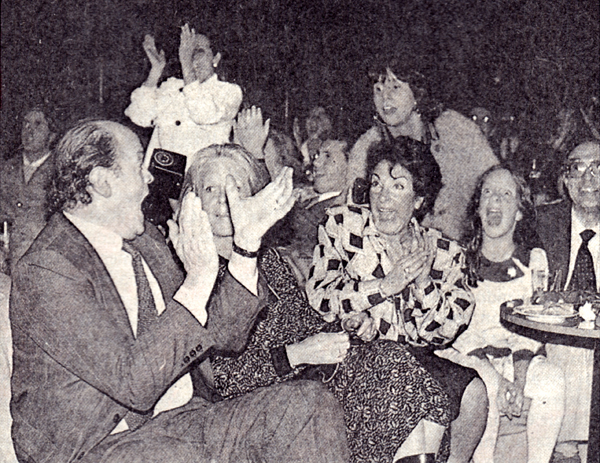
Reunidos em Santiago, os familiares de Cecilia Bolocco comemoram o momento do anúncio de sua vitória pela televisão.

Após seu reinado, Bolocco iniciou uma carreira na televisão chilena com o programa Porque hoje é sábado na TVN. Em junho de 1990, mudou para Miami, Florida para trabalhar como âncora para CNN em espanhol. Depois, na Telemundo, apresentou A boa vida, Ocorreu assim e A noite de Cecilia, pelo qual ganhou dois prêmios Emmy.
Bolocco depois protagonizou o programa mexicano Morelia, a qual foi transmitida em mais de 70 países, incluindo Chile e Europa. Em 1995, co-apresentou junto a Antonio Vodanovic a 36ª entrega do Festival Internacional da Canção de Viña del Mar.
Em outubro de 1996, já separada, co-apresentou um dos programas mais bem-sucedidos da televisão chilena dos últimos anos, Viva a Segunda-feira, ao lado de Kike Morandé (com quem teve um romance que terminou pouco tempo depois) e o comediante Álvaro Salas. Durante este tempo, também teve seu próprio programa de rádio e também seu próprio programa de televisão chamado A noite de Cecilia.
Em fevereiro de 2000 se estabeleceu como animadora permanente ao ser novamente apresentadora do Festival Internacional da Canção de Viña del Mar.

## Vida pessoal
Cecilia se casou com o produtor de televisão norte-americano Michael Young em março de 1990, no Palácio Cousiño em Santiago, Chile. Em meados dos anos 90, ela se separou de Young e a união foi anulada posteriormente.
Em 26 de maio de 2001, Bolocco se casou com Carlos Menem, ex-presidente da Argentina, a quem conheceu durante uma entrevista. Seu primeiro filho com Menem, Máximo, nasceu no final de 2003. O casal se separou em 2007.